# نغوين هونغ سون
نغوين هونغ سون (بالفيتنامية: Nguyễn Hồng Sơn) هو لاعب كرة قدم فيتنامي في مركز الوسط، ولد في 9 أكتوبر 1970 في هانوي في فيتنام. شارك مع منتخب فيتنام لكرة القدم. أما مع النوادي، فقد لعب مع نادي فيتيل.

## وصلات خارجية
- نغوين هونغ سون على موقع قاعدة بيانات كرة القدم.إي يو (الإنجليزية)
- نغوين هونغ سون على موقع ناشيونال فوتبول تيمز (الإنجليزية)